# Leiocephalus endomychus
Leiocephalus endomychus (центральногаїтянська ігуана-крутихвіст) — вид ігуаноподібних ящірок родини Leiocephalidae. Ендемік Гаїті.

## Поширення і екологія
Центральногаїтянські ігуани-крутихвости мешкають на Центральному плато в західній частині острова Гаїті. Вони живуть в сухих тропічних лісах., на висоті від 160 до 492 м над рівнем моря.

## Збереження
МСОП класифікує цей вид як такий, що перебуває на межі зникнення. Leiocephalus endomychus загрожує знищення природного середовища та хижацтво з боку інтродукованих мангустів.